# 닉 게퍼
닉 게퍼(영어: Nick Goepper)로 알려진 니컬러스 찰스 게퍼(영어: Nicholas Charles Goepper, 1994년 3월 14일~)는 미국의 프리스타일 스키 선수로 주 종목은 슬로프스타일이다. 2018년 동계 올림픽과 2022년 동계 올림픽 프리스타일 스키 남자 슬로프스타일 종목에서 은메달을 획득했으며 2014년 동계 올림픽에서 같은 종목 동메달을 획득했다.